# ハッカー宣言
ハッカー宣言（ハッカーせんげん、英：A Hacker Manifesto）は、マッケンジー・ワークが2004年に出版した書籍であり、概念である。

## 概要
ハッキングという概念を「ハッカー階級」という新たな概念で捉え、大多数のベクトル階級と著者が命名した層との間に「知的財産」に対する考え方で対立しているとしている。情報を含む知的財産をベクトル階級は所有欲から私的独占しようとしており、著作権や知的所有権で有料化（商品化）して保護している。それに対してハッカーが知的財産を無料化（解放）しようとしていると分析する。知識や情報の商品化を行うベクトル階級とごく少数たるハッカー階級は、”闘争”が始まったの述べている。日本語翻訳本が2005年に河出書房新社より「ハッカー宣言」として出版されており、翻訳者は金田智之。法政大学の白田秀彰助教授は共産党宣言のパロディと述べ、この期待に対してハッカー達が喜ぶのか疑問を述べている、また、松岡正剛は、共産党宣言との類似性を指摘し、内容の8割は特に述べる価値が無いとしながらも、2割において真新しい視点があると述べている。朝日新聞社は2005年10月09日付にて書評を同社ブックレビューに掲載し難解で分かりづらいとしながらも「階級闘争はあくまで存在しているのであり、それを言語化する一つの試み」と評価している。マッケンジー・ワーク(en:McKenzie_Wark)は、ニュースクール大学の情報とメディア論を担当する教授であり、2004年10月にハーバード大学出版局から出版され2006年にはスペイン語訳も行われた。カール・マルクスの亡霊を甦らせようとしているとも、今まで無かった新たな視点を提示しているとも言われ、その批評は割れている。一部米国では論争を引き起こしてとも言われる。難解で読みにくいことから2006年にアメリカの情報オープン公開化NGO団体ニームによって簡素記述に改良されたハッカーマニフェスト（バージョン4）がWeb上で公開されている。